# Estados de ánimo
Estados de ánimo és el tercer àlbum d'estudi de la banda espanyola El Canto Del Loco. El van treure el 22 de maig de 2003 a Espanya. Els singles extrets d'aquest CD són: La madre de José, Volver a disfrutar, Ya nada volverá a ser como antes, Insoportable, No voy a parar i Una foto en blanco y negro.

## Llista de cançons
1. Volver a disfrutar	 3:11
2. La madre de José	 3:11
3. Ya nada volverá a ser como antes 2:55
4. Insoportable	 4:08
5. Dentro de mí	 3:28
6. Otra vez	 3:22
7. Siempre cerca	 3:43
8. Como un perro ladrando	 2:38
9. Ekix	 3:39
10. Una foto en blanco y negro	 3:29
11. No voy a parar	 3:17
12. Te recuerdo 2:36